# Olympische Winterspiele 2002/Biathlon

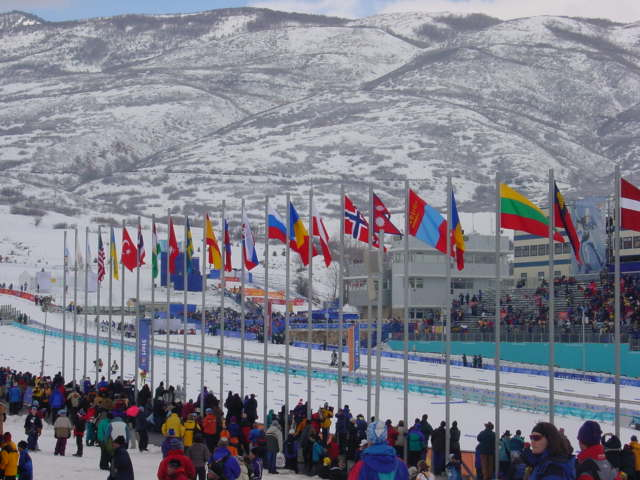
Das Stadion von Soldier Hollow

Bei den XIX. Olympischen Winterspielen 2002 in Salt Lake City fanden acht Wettbewerbe im Biathlon statt. Austragungsort war Soldier Hollow in Park City.

## Wettbewerbe
Die Disziplin Verfolgung stand bei Männern und Frauen zum ersten Mal auf dem Programm, während der Massenstart noch außen vor blieb. Deshalb wurde 2002 im Rahmen einer Weltcup-Veranstaltung zusätzlich eine eigene Massenstart-Weltmeisterschaft ausgetragen. Der Sprint, der Einzelwettkampf sowie die Staffel hatten auch bei den Olympischen Spielen zuvor bereits im Angebotskatalog gestanden.

## Sportliche Erfolge
Überragender Sportler der Spiele von Salt Lake City war der Norweger Ole Einar Bjørndalen, der alle vier möglichen Goldmedaillen gewann. Das hatte es zuvor weder bei Weltmeisterschaften noch bei Olympischen Spielen gegeben. Bei den Frauen gab es eine deutliche Dominanz der deutschen Biathletinnen. Sie gewannen die Staffel, Andrea Henkel leitete die Serie mit einer Goldmedaille im Einzelwettbewerb ein. Kati Wilhelm wurde Olympiasiegerin im Sprint und gewann Silber in der Verfolgung. Nur die Verfolgung ging an die Russin Olga Pyljowa.

## Bilanz

### Medaillenspiegel
| Platz  | Land        | Gold | Silber | Bronze | Gesamt |
| ------ | ----------- | ---- | ------ | ------ | ------ |
| 1      | Norwegen    | 4    | 2      | –      | 6      |
| 2      | Deutschland | 3    | 5      | 1      | 9      |
| 3      | Russland    | 1    | –      | 2      | 3      |
| 4      | Frankreich  | –    | 1      | 1      | 2      |
| 5      | Schweden    | –    | –      | 2      | 2      |
| 6      | Bulgarien   | –    | –      | 1      | 1      |
| 6      | Österreich  | –    | –      | 1      | 1      |
| Gesamt | Gesamt      | 8    | 8      | 8      | 24     |

### Medaillengewinner
Männer
| Disziplin          | Gold                                                                       | Silber                                                     | Bronze                                                                 |
| ------------------ | -------------------------------------------------------------------------- | ---------------------------------------------------------- | ---------------------------------------------------------------------- |
| 10 km Sprint       | Ole Einar Bjørndalen (NOR)                                                 | Sven Fischer (GER)                                         | Wolfgang Perner (AUT)                                                  |
| 12,5 km Verfolgung | Ole Einar Bjørndalen (NOR)                                                 | Raphaël Poirée (FRA)                                       | Ricco Groß (GER)                                                       |
| 20 km Einzel       | Ole Einar Bjørndalen (NOR)                                                 | Frank Luck (GER)                                           | Wiktor Maigurow (RUS)                                                  |
| 4 × 7,5 km Staffel | NorwegenHalvard Hanevold Frode Andresen Egil Gjelland Ole Einar Bjørndalen | DeutschlandRicco Groß Peter Sendel Sven Fischer Frank Luck | FrankreichGilles Marguet Vincent Defrasne Julien Robert Raphaël Poirée |

Frauen
| Disziplin          | Gold                                                         | Silber                                                                            | Bronze                                                                    |
| ------------------ | ------------------------------------------------------------ | --------------------------------------------------------------------------------- | ------------------------------------------------------------------------- |
| 7,5 km Sprint      | Kati Wilhelm (GER)                                           | Uschi Disl (GER)                                                                  | Magdalena Forsberg (SWE)                                                  |
| 10 km Verfolgung   | Olga Pyljowa (RUS)                                           | Kati Wilhelm (GER)                                                                | Irina Nikultschina (BUL)                                                  |
| 15 km Einzel       | Andrea Henkel (GER)                                          | Liv Grete Poirée (NOR)                                                            | Magdalena Forsberg (SWE)                                                  |
| 4 × 7,5 km Staffel | DeutschlandKatrin Apel Uschi Disl Andrea Henkel Kati Wilhelm | NorwegenAnn-Elen Skjelbreid Linda Tjørhom Gunn Margit Andreassen Liv Grete Poirée | RusslandOlga Pyljowa Galina Kuklewa Swetlana Ischmuratowa Albina Achatowa |

## Ergebnisse Männer

### Sprint 10 km
| Platz | Land | Sportler             | Zeit (min) | Fehler  |
| ----- | ---- | -------------------- | ---------- | ------- |
| 01    | NOR  | Ole Einar Bjørndalen | 24:51,3    | 0 (0+0) |
| 02    | GER  | Sven Fischer         | 25:20,2    | 1 (0+1) |
| 03    | AUT  | Wolfgang Perner      | 25:44,4    | 0 (0+0) |
| 04    | GER  | Ricco Groß           | 25:44,6    | 1 (0+1) |
| 05    | AUT  | Wolfgang Rottmann    | 25:48,6    | 2 (1+1) |
| 06    | RUS  | Pawel Rostowzew      | 25:50,1    | 1 (0+1) |
| 07    | RUS  | Wiktor Maigurow      | 25:50,9    | 0 (0+0) |
| 08    | NOR  | Frode Andresen       | 25:51,5    | 2 (0+2) |
| 09    | FRA  | Raphaël Poirée       | 25:56,9    | 2 (0+2) |
| 10    | AUT  | Ludwig Gredler       | 26:04,3    | 2 (0+2) |
|       |      |                      |            |         |
| 15    | GER  | Michael Greis        | 26:18,4    | 2 (1+1) |
|       |      |                      |            |         |
| 29    | GER  | Frank Luck           | 26:47,7    | 2 (1+1) |
|       |      |                      |            |         |
| 50    | ITA  | Wilfried Pallhuber   | 27:35,7    | 1 (0+1) |
|       |      |                      |            |         |
| 55    | SUI  | Roland Zwahlen       | 27:43,7    | 1 (1+0) |
|       |      |                      |            |         |
| 64    | SUI  | Jean-Marc Chabloz    | 28:08,6    | 1 (0+1) |
|       |      |                      |            |         |
| 67    | SUI  | Matthias Simmen      | 28:22,8    | 3 (1+2) |
| …     |      |                      |            |         |

Datum: 13. Februar 2002, 13:30 Uhr
Totalanstieg: 241 m, Maximalanstieg: 31 m, Höhenunterschied: 47 m

87 Teilnehmer aus 34 Ländern, davon 86 in der Wertung. Nicht beendet: Christoph Sumann (AUT).

### Verfolgung 12,5 km
| Platz | Land | Sportler             | Zeit (min) | Fehler      |
| ----- | ---- | -------------------- | ---------- | ----------- |
| 01    | NOR  | Ole Einar Bjørndalen | 32:34,6    | 2 (1+0+0+1) |
| 02    | FRA  | Raphaël Poirée       | 33:17,6    | 1 (1+0+0+1) |
| 03    | GER  | Ricco Groß           | 33:30,6    | 2 (0+0+0+2) |
| 04    | AUT  | Ludwig Gredler       | 33:35,5    | 2 (0+1+0+1) |
| 05    | RUS  | Pawel Rostowzew      | 33:43,1    | 2 (0+0+1+1) |
| 06    | AUT  | Wolfgang Rottmann    | 33:45,1    | 4 (1+0+2+1) |
| 07    | RUS  | Wiktor Maigurow      | 33:55,1    | 3 (2+0+1+0) |
| 08    | NOR  | Halvard Hanevold     | 33:59,6    | 2 (0+2+0+0) |
| 09    | AUT  | Wolfgang Perner      | 34:00,1    | 3 (1+0+1+1) |
| 10    | BLR  | Wadsim Saschuryn     | 34:00,5    | 1 (0+0+0+1) |
| 11    | GER  | Frank Luck           | 34:01,0    | 1 (0+0+0+1) |
| 12    | GER  | Sven Fischer         | 34:09,5    | 4 (0+1+1+2) |
|       |      |                      |            |             |
| 16    | GER  | Michael Greis        | 34:19,9    | 3 (1+1+1+0) |
|       |      |                      |            |             |
| 33    | ITA  | Wilfried Pallhuber   | 36:19,7    | 2 (1+1+0+0) |
|       |      |                      |            |             |
| 47    | SUI  | Roland Zwahlen       | 37:40,6    | 3 (0+0+1+2) |
| …     |      |                      |            |             |

Datum: 16. Februar 2002, 9:00 Uhr

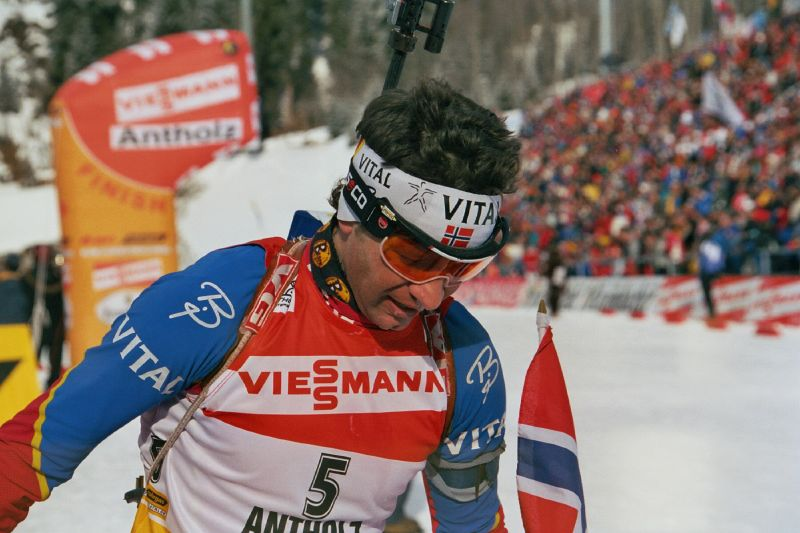
Ole Einar Bjørndalen – vier Starts, vier Siege

Totalanstieg: 388 m, Maximalanstieg: 22 m, Höhenunterschied: 42 m

57 Teilnehmer aus 25 Ländern, davon 26 in der Wertung

### Einzel 20 km

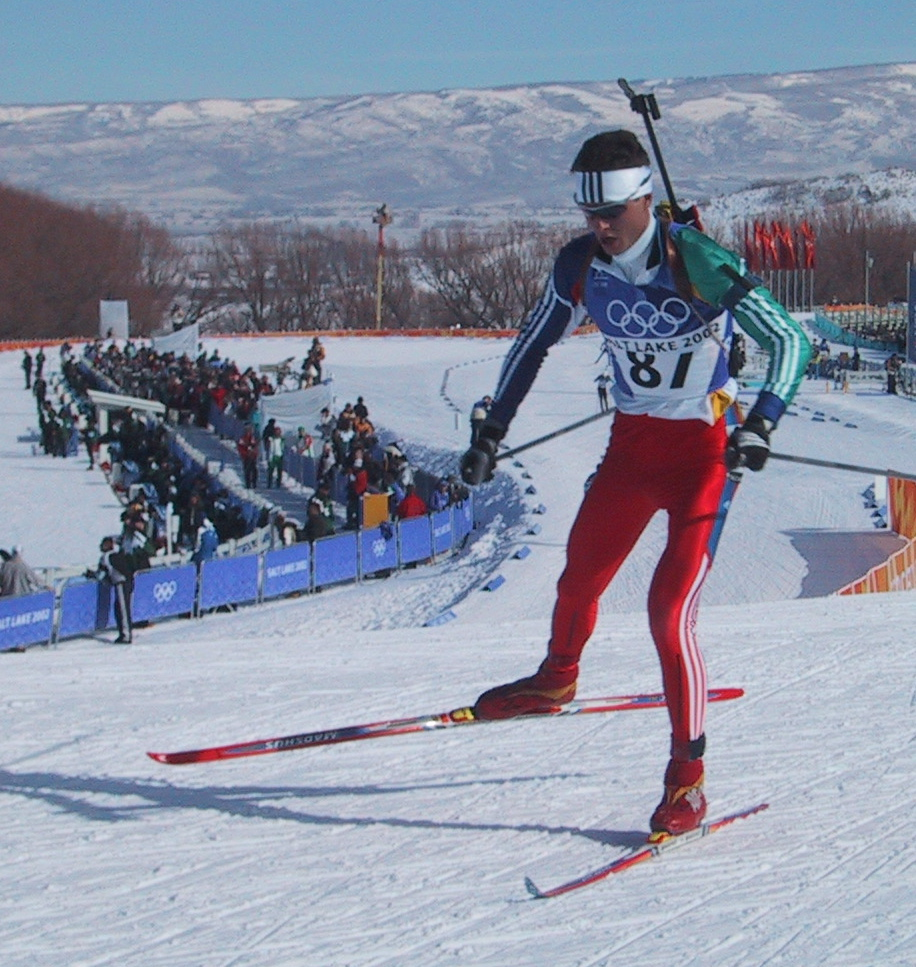
Der siebtplatzierte Frode Andresen im olympischen Einzelrennen von Soldier Hollow

| Platz | Land | Sportler             | Zeit          | Fehler      |
| ----- | ---- | -------------------- | ------------- | ----------- |
| 01    | NOR  | Ole Einar Bjørndalen | 0051:03,3 min | 2 (0+1+1+0) |
| 02    | GER  | Frank Luck           | 0051:39,4 min | 0 (0+0+0+0) |
| 03    | RUS  | Wiktor Maigurow      | 0051:40,6 min | 1 (0+0+1+0) |
| 04    | GER  | Ricco Groß           | 0051:58,7 min | 2 (0+1+0+1) |
| 05    | NOR  | Halvard Hanevold     | 0052:16,3 min | 0 (0+0+0+0) |
| 06    | RUS  | Pawel Rostowzew      | 0052:33,5 min | 1 (0+1+0+0) |
| 07    | NOR  | Frode Andresen       | 0052:39,1 min | 3 (0+0+0+3) |
| 08    | RUS  | Sergei Tschepikow    | 0052:44,2 min | 1 (0+0+0+1) |
| 09    | BLR  | Wadsim Saschuryn     | 0052:52,6 min | 0 (0+0+0+0) |
| 10    | FRA  | Raphaël Poirée       | 0052:52,9 min | 2 (0+1+0+1) |
| 11    | AUT  | Ludwig Gredler       | 0053:19,3 min | 2 (2+0+0+0) |
|       |      |                      |               |             |
| 22    | AUT  | Christoph Sumann     | 0055:00,3 min | 3 (0+1+0+2) |
|       |      |                      |               |             |
| 32    | AUT  | Wolfgang Perner      | 0056:00,4 min | 5 (0+2+0+3) |
|       |      |                      |               |             |
| 34    | GER  | Alexander Wolf       | 0056:16,6 min | 5 (1+2+0+2) |
|       |      |                      |               |             |
| 50    | ITA  | Wilfried Pallhuber   | 0057:33,2 min | 5 (0+2+1+2) |
|       |      |                      |               |             |
| 58    | CHE  | Roland Zwahlen       | 0058:10,6 min | 4 (2+1+0+1) |
|       |      |                      |               |             |
| 61    | CHE  | Jean-Marc Chabloz    | 0058:59,4 min | 3 (1+2+0+0) |
| 64    | AUT  | Daniel Mesotitsch    | 0059:15,9 min | 6 (2+2+0+2) |
|       |      |                      |               |             |
| 78    | CHE  | Matthias Simmen      | 1:02:03,0 h00 | 6 (2+2+0+2) |
| …     |      |                      |               |             |

Datum: 11. Februar 2002, 13:30 Uhr
Totalanstieg: 665 m, Maximalanstieg: 31 m, Höhenunterschied: 67 m

87 Teilnehmer aus 34 Ländern, davon 86 in der Wertung

### Staffel 4 × 7,5 km
| Platz | Land Sportler                                                                                  | Zeit                                                        | Strafrunden + Nachlader                            |
| ----- | ---------------------------------------------------------------------------------------------- | ----------------------------------------------------------- | -------------------------------------------------- |
| 01    | Norwegen 0000Halvard Hanevold 0000Frode Andresen 0000Egil Gjelland 0000Ole Einar Bjørndalen    | 1:23:42,3 h 22:09,1 min 20:17,2 min 20:45,7 min 20:30,3 min | 0+5 / 0+3 0+1 / 0+0 0+2 / 0+1 0+0 / 0+1 0+2 / 0+1  |
| 02    | Deutschland 0000Ricco Groß 0000Peter Sendel 0000Sven Fischer 0000Frank Luck                    | 1:24:27,6 h 22:20,2 min 20:47,5 min 21:13,9 min 20:06,0 min | 1+4 / 0+5 0+0 / 0+3 0+1 / 0+1 1+3 / 0+1 0+0 / 0+0  |
| 03    | Frankreich 0000Gilles Marguet 0000Vincent Defrasne 0000Julien Robert 0000Raphaël Poirée        | 1:24:36,6 h 22:25,1 min 20:22,1 min 21:36,3 min 20:13,1 min | 0+3 / 0+3 0+1 / 0+0 0+1 / 0+1 0+1 / 0+2 0+0 / 0+0  |
| 04    | Russland 0000Wiktor Maigurow 0000Sergei Roschkow 0000Sergei Tschepikow 0000Pawel Rostowzew     | 1:24:54,4 h 21:51,4 min 20:56,5 min 21:24,8 min 20:41,7 min | 0+3 / 0+6 0+0 / 0+0 0+2 / 0+1 0+0 / 0+2 0+1 / 0+3  |
| 05    | Tschechien 0000Petr Garabík 0000Ivan Masařík 0000Roman Dostál 0000Zdeněk Vítek                 | 1:26:36,1 h 22:42,3 min 21:33,4 min 21:17,4 min 21:03,0 min | 0+6 / 0+6 0+1 / 0+0 0+3 / 0+2 0+1 / 0+3 0+1 / 0+1  |
| 06    | Österreich 0000Christoph Sumann 0000Wolfgang Perner 0000Wolfgang Rottmann 0000Ludwig Gredler   | 1:26:58,9 h 22:36,3 min 21:21,1 min 21:35,3 min 21:26,2 min | 0+2 / 0+7 0+0 / 0+1 0+0 / 0+2 0+1 / 0+3 0+1 / 0+1  |
| 07    | Ukraine 0000Wjatscheslaw Derkatsch 0000Oleksandr Bilanenko 0000Roman Pryma 0000Ruslan Lyssenko | 1:27:02,2 h 22:52,2 min 22:06,4 min 21:10,3 min 20:53,3 min | 1+5 / 1+7 0+0 / 1+3 1+3 / 0+1 0+0 / 0+2 0+2 / 0+1  |
| 08    | Belarus 0000Oleksij Ajdarow 0000Aljaksandr Syman 0000Aleh Ryschankou 0000Wadsim Saschuryn      | 1:27:12,0 h 22:53,9 min 21:22,7 min 21:53,1 min 21:02,3 min | 0+3 / 1+9 0+1 / 0+2 0+0 / 0+2 0+2 / 1+3 0+0 / 0+2  |
| 09    | Polen 0000Wiesław Ziemianin 0000Wojciech Kozub 0000Krzysztof Topór 0000Tomasz Sikora           | 1:27:35,4 h 22:58,9 min 21:49,3 min 21:26,3 min 21:21,8 min | 1+3 / 0+4 0+0 / 0+3 1+3 / 0+0 0+0 / 0+0 0+0 / 0+1  |
| 10    | Slowenien 0000Aleksander Grajf 0000Tomaž Globočnik 0000Janez Marič 0000Marko Dolenc            | 1:28:23,4 h 23:31,5 min 20:45,5 min 21:52,0 min 22:14,6 min | 0+4 / 4+10 0+0 / 1+3 0+1 / 0+1 0+1 / 2+3 0+2 / 1+3 |
|       |                                                                                                |                                                             |                                                    |
| 18    | Schweiz 0000Roland Zwahlen 0000Matthias Simmen 0000Jean-Marc Chabloz 0000Dani Niederberger     | 1:32:50,5 h 23:30,9 min 24:13,1 min 21:32,4 min 23:34,1 min | 2+6 / 3+10 1+3 / 0+2 1+3 / 3+3 0+0 / 0+2 0+0 / 0+3 |
| …     |                                                                                                |                                                             |                                                    |

Datum: 20. Februar 2002, 11:00 Uhr
Totalanstieg: 242 m, Maximalanstieg: 21 m, Höhenunterschied: 42 m

19 Staffeln am Start, alle in der Wertung

## Ergebnisse Frauen

### Sprint 7,5 km
| Platz | Land | Sportlerin              | Zeit (min) | Fehler  |
| ----- | ---- | ----------------------- | ---------- | ------- |
| 01    | GER  | Kati Wilhelm            | 20:41,4    | 0 (0+0) |
| 02    | GER  | Uschi Disl              | 20:57,0    | 1 (0+1) |
| 03    | SWE  | Magdalena Forsberg      | 21:20,4    | 1 (1+0) |
| 04    | NOR  | Liv Grete Poirée        | 21:24,1    | 1 (0+1) |
| 05    | FRA  | Florence Baverel-Robert | 21:27,9    | 0 (0+0) |
| 06    | RUS  | Galina Kuklewa          | 21:32,1    | 0 (0+0) |
| 07    | FRA  | Sandrine Bailly         | 21:35,7    | 1 (0+1) |
| 08    | RUS  | Olga Pyljowa            | 21:44,2    | 1 (0+1) |
| 09    | FRA  | Corinne Niogret         | 21:50,3    | 0 (0+0) |
| 10    | SLO  | Andreja Grašič          | 21:55,6    | 1 (1+0) |
|       |      |                         |            |         |
| 12    | GER  | Katrin Apel             | 22:01,7    | 3 (1+2) |
|       |      |                         |            |         |
| 25    | GER  | Andrea Henkel           | 22:41,1    | 2 (1+1) |
|       |      |                         |            |         |
| 36    | ITA  | Saskia Santer           | 23:11,2    | 2 (2+0) |
|       |      |                         |            |         |
| 40    | ITA  | Nathalie Santer         | 23:14,7    | 3 (1+2) |
|       |      |                         |            |         |
| 68    | ITA  | Siegrid Pallhuber       | 26:20,9    | 4 (1+3) |
| …     |      |                         |            |         |

Datum: 13. Februar 2002, 13:30 Uhr

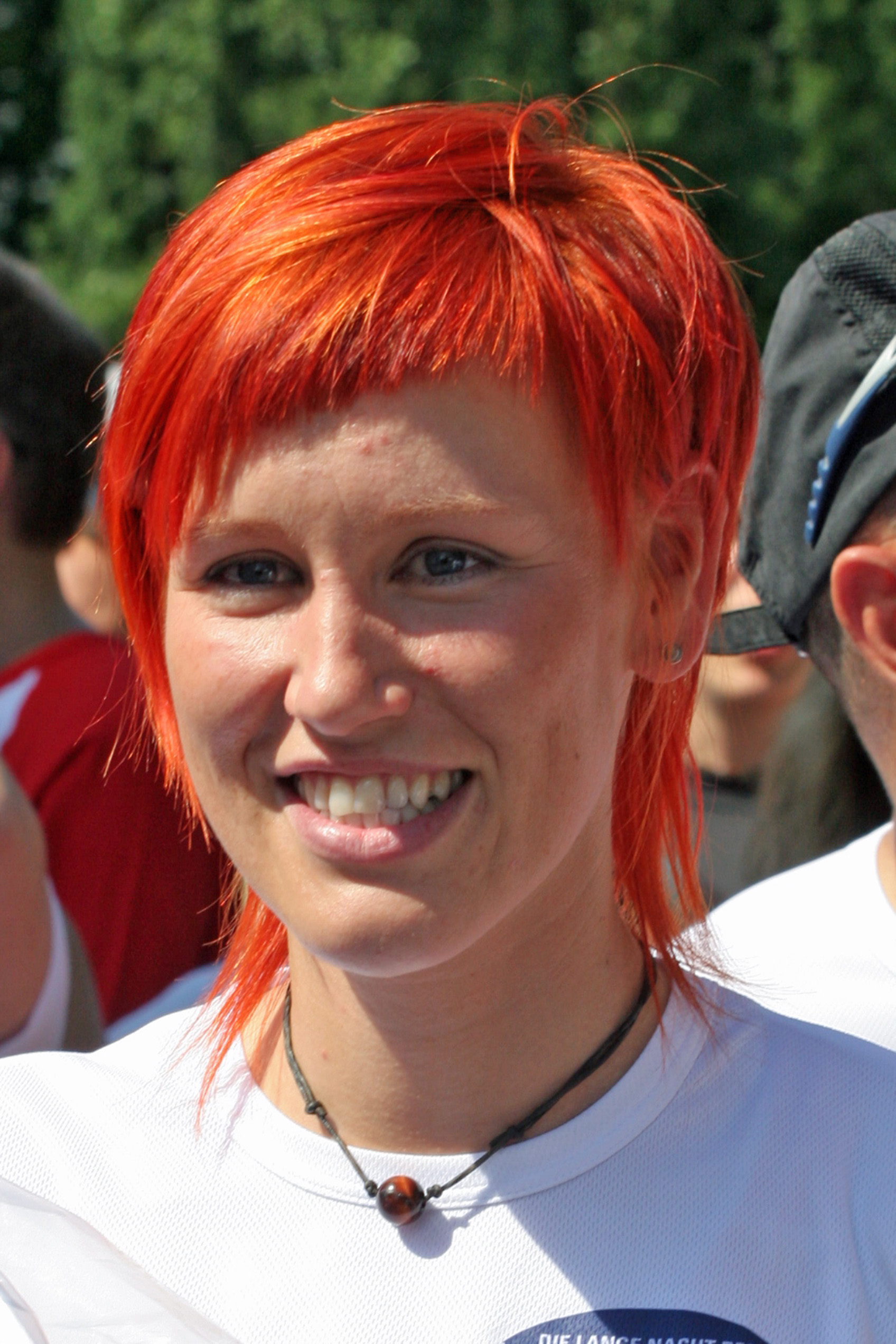
Nach ihrem WM-Titel im Vorjahr errang Kati Wilhelm hier olympisches Gold

Totalanstieg: 241 m, Maximalanstieg: 31 m, Höhenunterschied: 47 m

74 Teilnehmerinnen aus 27 Ländern, alle in der Wertung

### Verfolgung 10 km
| Platz | Land | Sportlerin         | Zeit (min) | Fehler      |
| ----- | ---- | ------------------ | ---------- | ----------- |
| 01    | RUS  | Olga Pyljowa       | 31:07,7    | 1 (1+0+0+0) |
| 02    | GER  | Kati Wilhelm       | 31:13,0    | 4 (3+0+1+0) |
| 03    | BUL  | Irina Nikultschina | 31:20,4    | 2 (0+0+0+2) |
| 04    | NOR  | Liv Grete Poirée   | 31:22,9    | 4 (1+1+0+2) |
| 05    | RUS  | Galina Kuklewa     | 31:37,3    | 3 (1+1+0+1) |
| 06    | SWE  | Magdalena Forsberg | 31:39,6    | 3 (0+1+0+2) |
| 07    | GER  | Katrin Apel        | 31:53,5    | 3 (1+0+1+1) |
| 08    | SLO  | Andreja Grasič     | 32:07,5    | 1 (0+0+0+1) |
| 09    | GER  | Uschi Disl         | 32:21,2    | 7 (2+2+0+3) |
| 10    | BGR  | Ekaterina Dafowska | 32:22,6    | 2 (0+1+1+0) |
|       |      |                    |            |             |
| 13    | GER  | Andrea Henkel      | 32:35,4    | 1 (0+0+1+0) |
|       |      |                    |            |             |
| 42    | ITA  | Saskia Santer      | 36:41,8    | 7 (1+2+2+2) |
| …     |      |                    |            |             |

Datum: 16. Februar 2002, 12:00 Uhr

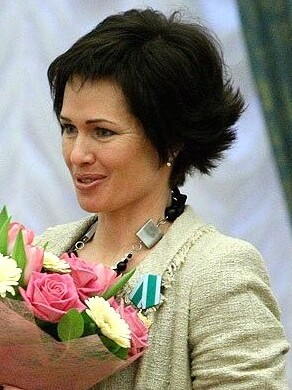
Verfolgungsgold errang Olga Pyljowa, heute Olga Medwedzewa (Foto: 2010)

Totalanstieg: 285 m, Maximalanstieg: 36 m, Höhenunterschied: 42 m

52 Teilnehmerinnen aus 21 Ländern, davon 48 in der Wertung

### Einzel 15 km
| Platz | Land | Sportlerin            | Zeit (min) | Fehler      |
| ----- | ---- | --------------------- | ---------- | ----------- |
| 01    | GER  | Andrea Henkel         | 47:29,1    | 1 (0+1+0+0) |
| 02    | NOR  | Liv Grete Poirée      | 47:37,0    | 1 (0+1+0+0) |
| 03    | SWE  | Magdalena Forsberg    | 48:08,3    | 2 (0+0+0+2) |
| 04    | RUS  | Olga Pyljowa          | 48:14,0    | 2 (0+0+0+2) |
| 05    | BUL  | Ekaterina Dafowska    | 48:15,5    | 1 (0+1+0+0) |
| 06    | BLR  | Wolha Nasarawa        | 48:29,9    | 1 (0+1+0+0) |
| 07    | GER  | Martina Glagow        | 48:34,2    | 1 (1+0+0+0) |
| 08    | RUS  | Swetlana Ischmuratowa | 48:45,0    | 2 (1+0+0+1) |
| 09    | SVK  | Martina Jašicová      | 48:47,5    | 2 (0+1+0+1) |
| 10    | RUS  | Albina Achatowa       | 49:06,1    | 2 (2+0+0+0) |
|       |      |                       |            |             |
| 13    | GER  | Uschi Disl            | 49:43,4    | 4 (0+1+0+3) |
|       |      |                       |            |             |
| 18    | GER  | Katrin Apel           | 50:16,7    | 5 (0+2+0+3) |
|       |      |                       |            |             |
| 47    | ITA  | Katja Haller          | 53:44,0    | 2 (2+0+0+0) |
|       |      |                       |            |             |
| 49    | ITA  | Saskia Santer         | 54:14,7    | 7 (2+2+2+1) |
| …     |      |                       |            |             |

Datum: 11. Februar 2002, 11:00 Uhr

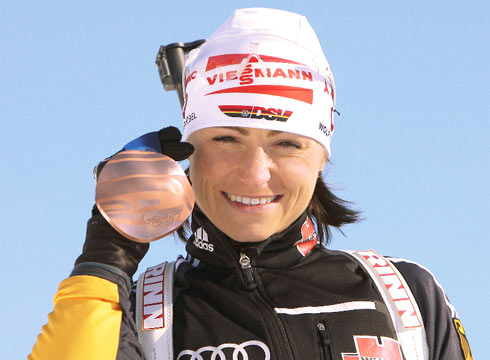
Andrea Henkel – Überraschungsolympiasiegerin im Einzel

Totalanstieg: 515 m, Maximalanstieg: 31 m, Höhenunterschied: 47 m

71 Teilnehmerinnen aus 26 Ländern, davon 69 in der Wertung. Nicht beendet: Saskia Santer (ITA), Ljudmila Ananka (BLR)

### Staffel 4 × 7,5 km
| Platz | Land Sportlerinnen                                                                                 | Zeit                                                        | Fehler                                            |
| ----- | -------------------------------------------------------------------------------------------------- | ----------------------------------------------------------- | ------------------------------------------------- |
| 01    | Deutschland 0000Katrin Apel 0000Uschi Disl 0000Andrea Henkel 0000Kati Wilhelm                      | 1:27:55,0 h 22:15,6 min 21:19,2 min 22:13,8 min 22:06,4 min | 0+0 / 1+7 0+0 / 1+3 0+0 / 0+2 0+0 / 0+0 0+0 / 0+2 |
| 02    | Norwegen 0000Ann-Elen Skjelbreid 0000Linda Tjørhom 0000Gunn Margit Andreassen 0000Liv Grete Poirée | 1:28:25,6 h 22:01,0 min 22:07,7 min 22:18,5 min 21:58,4 min | 0+3 / 0+6 0+0 / 0+3 0+1 / 0+0 0+1 / 0+1 0+1 / 0+2 |
| 03    | Russland 0000Olga Pyljowa 0000Galina Kuklewa 0000Swetlana Ischmuratowa 0000Albina Achatowa         | 1:29:19,7 h 21:32,4 min 23:05,8 min 22:00,1 min 22:41,4 min | 0+6 / 2+7 0+1 / 0+1 0+3 / 2+3 0+1 / 0+1 0+1 / 0+2 |
| 04    | Bulgarien 0000Pawlina Filipowa 0000Irina Nikultschina 0000Iwa Karagjosowa 0000Ekaterina Dafowska   | 1:29:25,8 h 22:11,9 min 21:44,1 min 23:29,2 min 22:00,6 min | 0+2 / 0+11 0+1 / 0+3 0+0 / 0+3 0+1 / 0+2          |
| 05    | Slowakei 0000Martina Jašicová 0000Anna Murínová 0000Marcela Pavkovčeková 0000Soňa Mihoková         | 1:30:11,5 h 22:24,9 min 21:57,7 min 23:39,2 min 22:09,7 min | 0+4 / 1+4 0+0 / 0+0 0+1 / 0+0 0+2 / 1+3 0+1 / 0+1 |
| 06    | Slowenien 0000Lucija Larisi 0000Andreja Grasič 0000Dijana Grudiček 0000Tadeja Brankovič            | 1:30:18,0 h 22:22,4 min 21:38,6 min 22:40,8 min 23:36,2 min | 0+6 / 0+7 0+1 / 0+2 0+0 / 0+3 0+2 / 0+0 0+3 / 0+2 |
| 07    | Belarus 0000Wolha Nasarawa 0000Ljudmila Lyssenko 0000Jauhenija Kuzapalawa 0000Jelena Chrustaljowa  | 1:31:01,6 h 21:44,5 min 22:23,7 min 23:11,6 min 23:41,8 min | 0+1 / 0+6 0+0 / 0+0 0+0 / 0+1 0+1 / 0+3 0+0 / 0+2 |
| 08    | Tschechien 0000Kateřina Losmanová 0000Magda Rezlerová 0000Irena Česneková 0000Eva Háková           | 1:31:07,6 h 22:28,9 min 22:14,3 min 22:39,1 min 23:45,3 min | 0+4 / 0+4 0+0 / 0+1 0+1 / 0+0 0+2 / 0+0 0+1 / 0+3 |
| 09    | Frankreich 0000Delphyne Burlet 0000Florence Baverel-Robert 0000Sandrine Bailly 0000Corinne Niogret | 1:31:09,3 h 22:45,4 min 22:46,1 min 22:35,6 min 23:02,2 min | 0+4 / 0+7 0+1 / 0+1 0+0 / 0+3 0+3 / 0+1 0+0 / 0+2 |
| 10    | Ukraine 0000Alena Subrylawa 0000Olena Petrowa 0000Nina Lemesch 0000Tetjana Wodopjanowa             | 1:32:00,6 h 22:04,0 min 24:04,9 min 23:19,2 min 22:32,5 min | 1+4 / 0+1 0+0 / 0+0 1+3 / 0+0 0+0 / 0+1 0+1 / 0+0 |
| …     | |                                                             |                                                   |

Datum: 18. Februar 2002, 11:30 Uhr
Totalanstieg: 242 m, Maximalanstieg: 21 m, Höhenunterschied: 42 m

15 Staffeln am Start, alle in der Wertung